# Boubekeur Belbekri
Boubekeur Belbekri (en arabe : بوبكر بابكري) est un footballeur international algérien né le 7 janvier 1942 à Alger. Il évoluait au poste de milieu gauche.

## Biographie

### En club
Boubekeur Belbekri évoluait en première division algérienne avec son club formateur, l'USM Alger, ou il a joué l'intégralité de sa carrière footballistique.

### En équipe nationale
Boubekeur Belbekri reçoit quatre sélections en équipe d'Algérie entre 1963 et 1968. Il joue son premier match le 6 janvier 1963 contre la Bulgarie (victoire 2-1). Son dernier match a eu lieu le 16 janvier 1968 contre l'Éthiopie (défaite 3-1).
Il participe avec l'équipe d'Algérie à la Coupe d'Afrique des nations 1968 en Éthiopie.

## Palmarès
USM Alger
| - Championnat d'Algérie (1) : - Champion : 1962-63. - Coupe d'Algérie : - Finaliste : 1968-69, 1969-70, 1970-71, 1971-72 et 1972-73. |  | - Coupe du Maghreb des vainqueurs de coupe : - Finaliste : 1969-70. |